# ОШ „Лазар Саватић” Земун
ОШ „Лазар Саватић” једна је од основних школа у Београду. Налази се на Кеју ослобођења 27 у општини Земун. Основана је 1962. године, а носи име по Лазару Саватићу, учеснику Народноослободилачке борбе и народном хероју Југославије.

## Историјат
Школа је изграђена 1962. године на Кеју ослобођења уз обалу Дунава, на простору који је некада заузимало дечје игралиште и занатске радионице. Дорађена је 1972. године у складу са потребама рада ученика и наставника.
Пројекат за изградњу школе направио је архитекта Алексеј Бркић, а подигнута је на парцели 121. чија је површина 8.500 м2, од чега школа заузима 1.621 м2, школско двориште 870 м2, прилази и стазе 162 м2, вежбалишта 1299 м2, а 4.000 м2 заузимају зелене површине. Школа је регистрована 3. јануара 1966. године у Окружном привредном суду у Београду, под бројем 62/66.
Први школски директор од 1962. до 1991. био је магистар југословенске књижености, Остоја Живковић, а за време његовог мандата школа је добила велики број признања, укључујући Октобарску награду Земуна, Плакету града Београда и Доситејеве награде. Од 1991. до 2015. директор школе био је професор политехничког васпитања и образовања Илија Јовичић, а за време његовог мандата постигнути су запажени резултати у наставним и ваннаставним активностима. Током његовог мандата школа је добила следеће награде : Признање Министарства просвете и спорта за најуспешнију школу на пријемним и квалификационим испитима у Републици Србији (2003), Светосавску награду (2006), Орден Светог Саве другог реда (2009) и Вукову награду Културно просветне заједнице Србије (2012).
У периоду од 2015. до 2018. године директор школе био је професор техничког образовања Будимир Нововић, а његов рад награђен је Октобарском наградом Земуна „22. Октобар” у области образовања.
Више од две деценије у школи је предавао Владислав Шиља Тодоровић, српски сликар.
Дана 11. маја 2020. године завршено је уређење школе, финансирано од стране општине Земун. Уређено је двориште, ограда, спортски терени, постављене су теретане на отвореном и парковске клупе, а саниране су и канализационе цеви. Издвојена средства за радове износила су преко 14 милиона динара.